# Casiano Alguacil
Casiano Alguacil Blázquez (14. srpna 1832, Mazarambroz – 3. prosince 1914, Toledo) byl španělský fotograf.

## Životopis

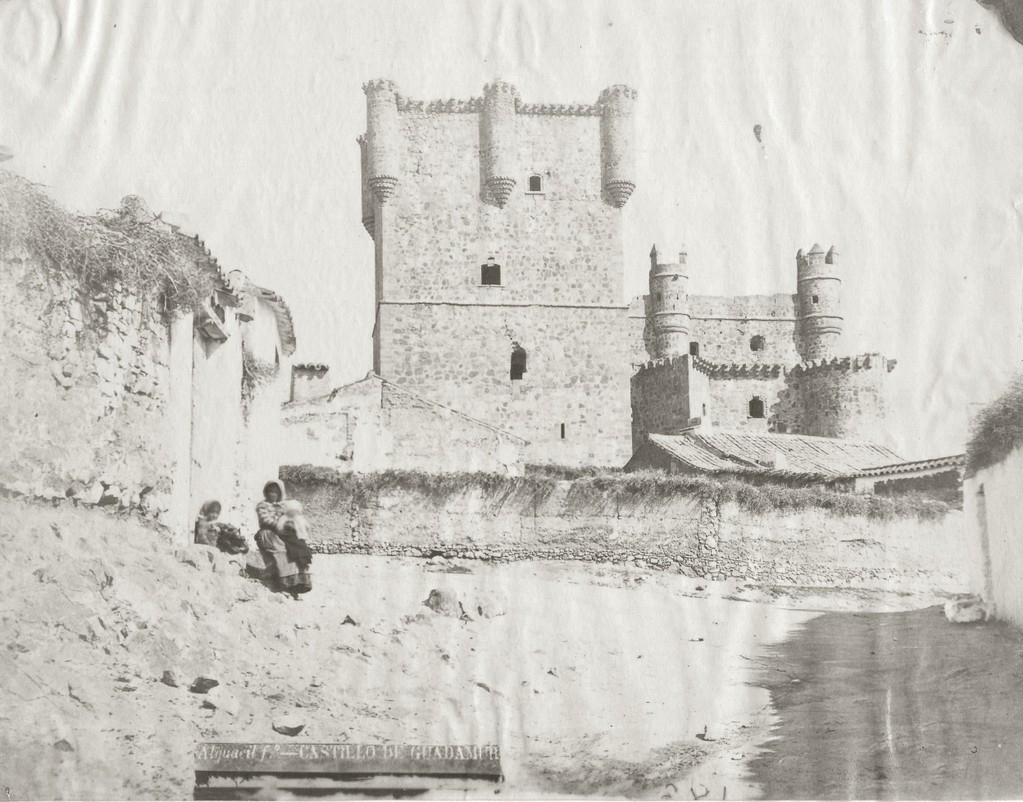
Hrad Guadamur

Narodil se v toledském městě Mazarambroz 14. srpna 1832 a jeho prvním řemeslem bylo tesařství; v Madridu se naučil fotografovat a v roce 1862 se usadil v Toledu na adrese Calle de la Plata číslo pět.
Počínaje rokem 1866 zahájil rozsáhlý projekt Fotografické muzeum, který měl zachovat pohledy na město Toledo a další španělská města, stejně jako památky, umělecká díla a portréty významných osobností. Byl také významnou postavou v politice Toleda své doby. Byl republikánským radním během revolučního šestiletého období (1868) a ve volbách v roce 1870. Byl dvakrát ženatý, s jeho druhou manželkou Elisou žila jeho sestra, která uměla francouzsky a stala se první turistickou průvodkyní v Toledu.
Sám Casiano vydal v roce 1901 Praktického průvodce po Toledu a jeho provincii. V roce 1906 musel darovat své skleněné negativy městské radě v Toledu výměnou za důchod. Ostatní jeho fotografie jsou uchovány v Hispanic Society of America. Zemřel chudý a opuštěný v nemocnici de la Misericordia de Toledo v roce 1914.

## Galerie

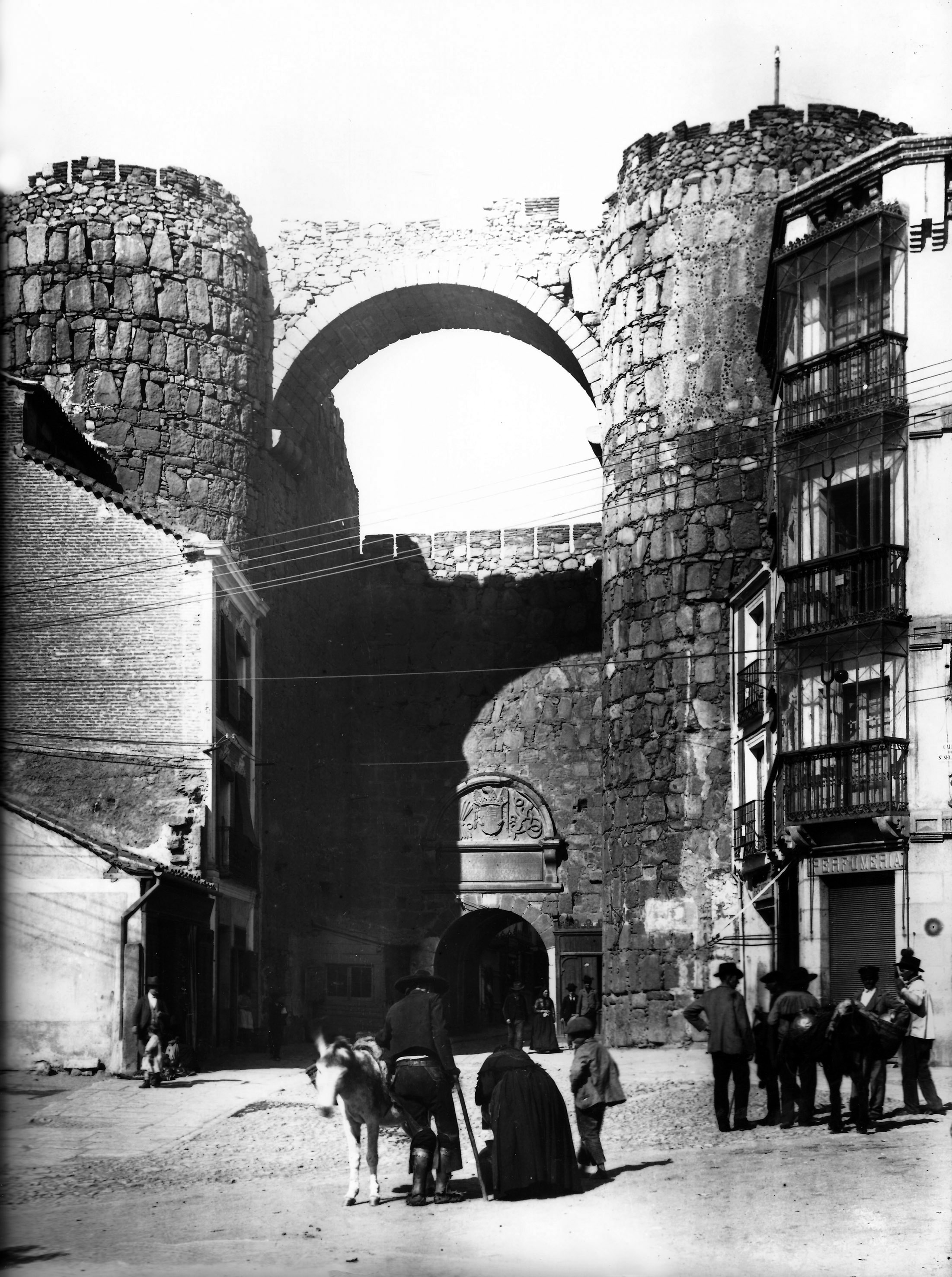
Avila Puerta del Alcazar, asi 1900
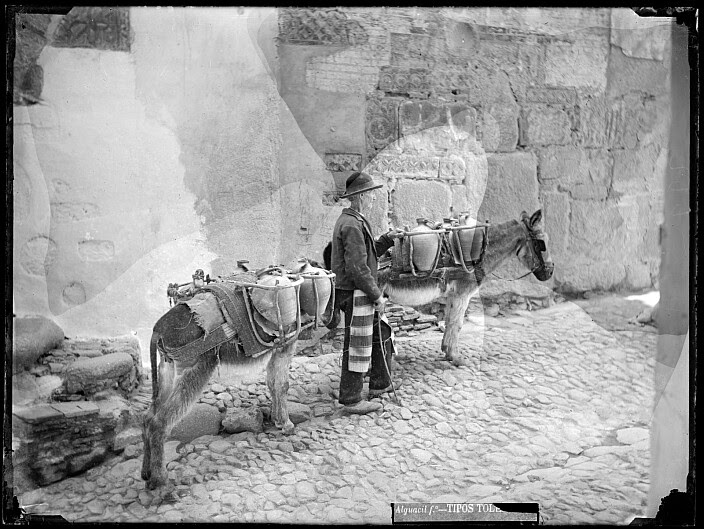
Aguador de Toledo, asi 1900
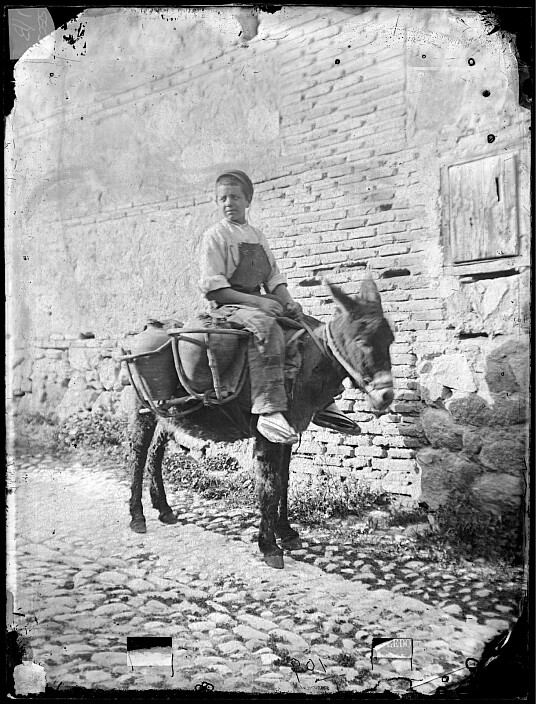
Joven azacan, asi 1880, Archivo Municipal de Toledo
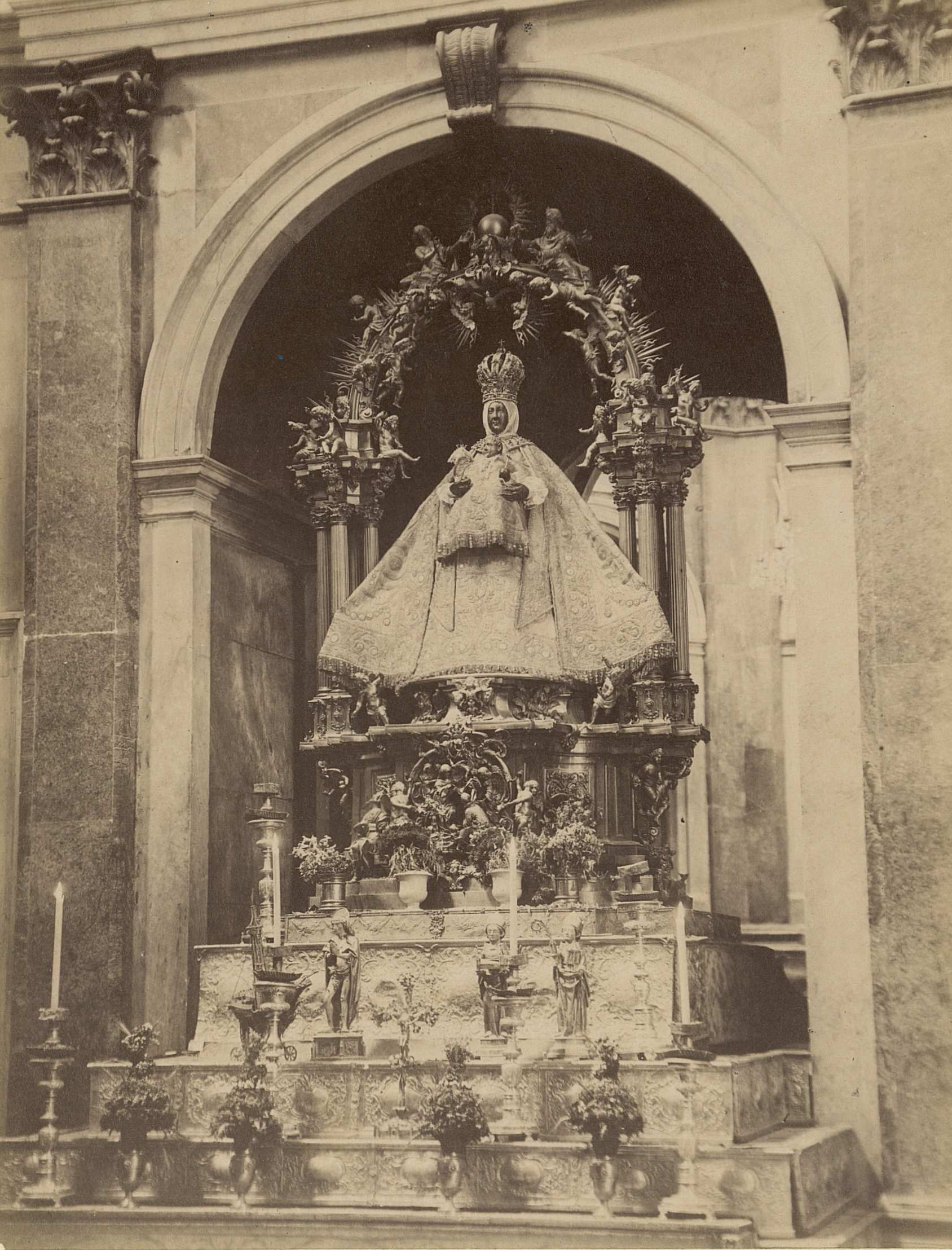
Catedral de Toledo, capilla de la Virgen del Sagrario
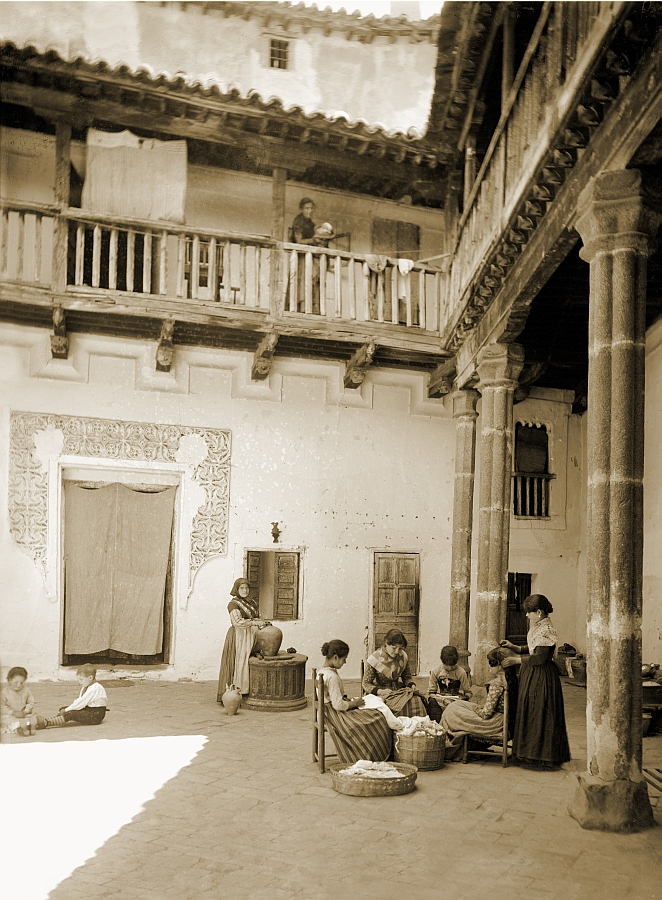
Escena vecinal en un patio de la calle de la Merced hacia, 1885
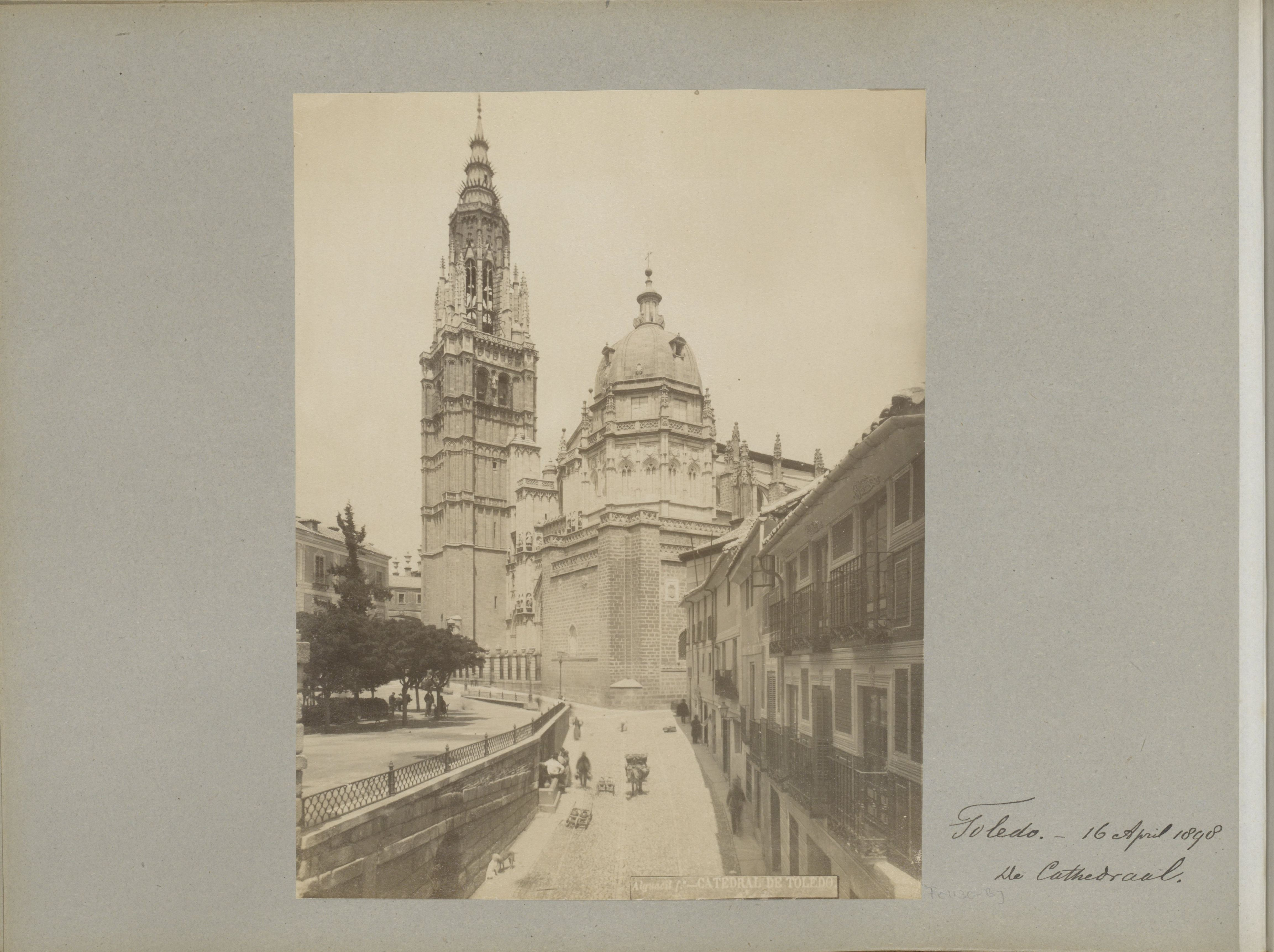
Kathedraal van Toledo Catedral de Toledo
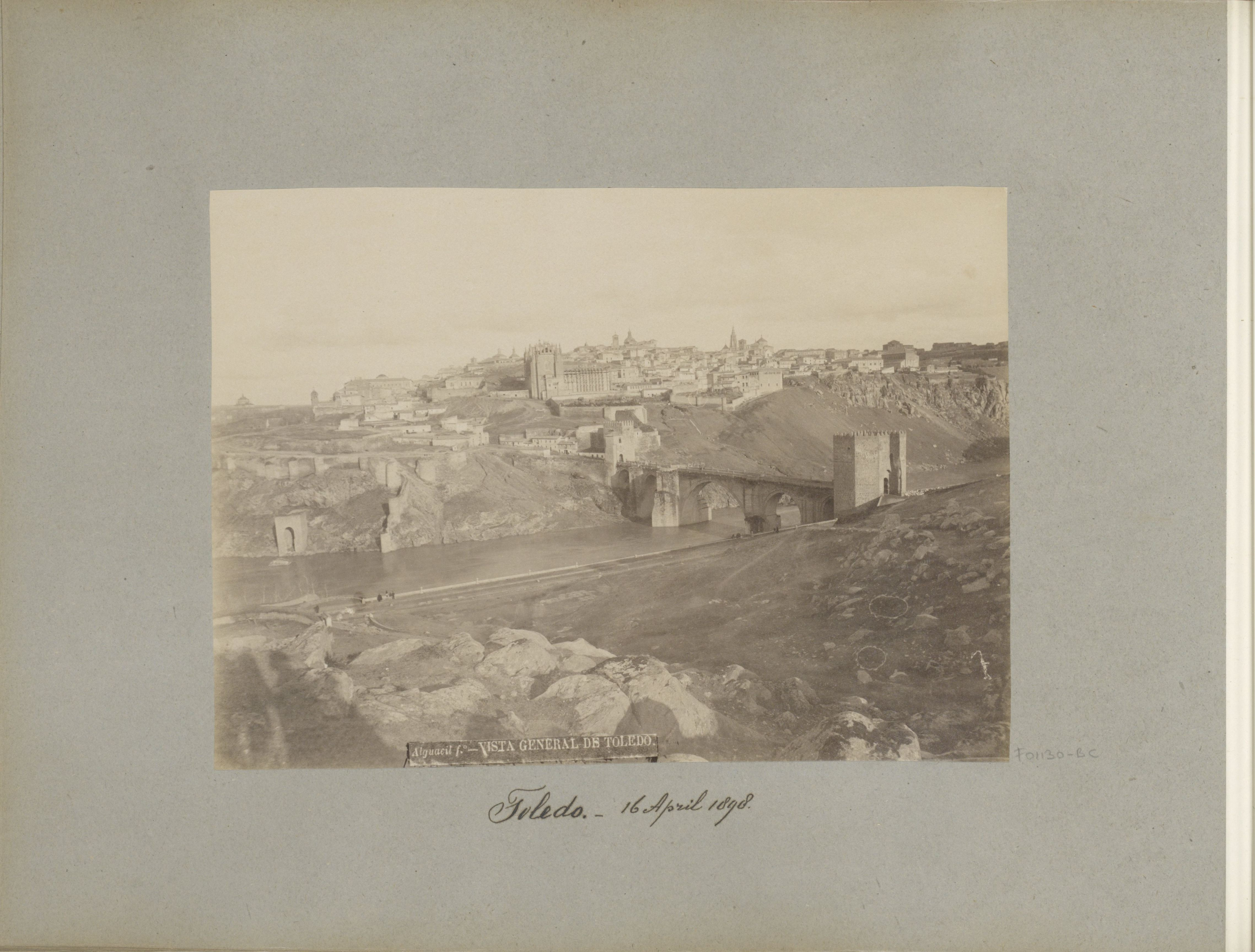
Toledo met op de voorgrond de Taag Vista general de Toledo
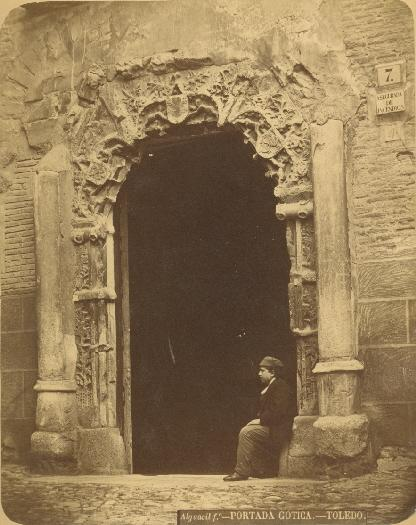
Portada del Palacio de los Peromoro